# 김주원 (축구 심판)
김주원(한국 한자: 金胄元, 1933년 ~ 2005년 10월 25일)은 대한민국의 전 축구 심판이며, 대한축구협회의 국제위원장과 부산광역시축구협회의 회장을 지냈다. 영어와 일본어에 능했으며, 폭넓은 국제적 인맥을 가져 국제 대회 유치 및 해외 섭외 등 국제 전문 행정가로 활동하였다.

## 생애
부산광역시 출신으로, 부산상업고등학교를 거쳐 1952년 부산대학교에 입학하였다. 이후 군에 입대해 한국 전쟁에 참전했으며, 전후 육군 특무부대 축구단에서 골키퍼로 활동하며 1957년 개최된 '이승만 탄생 기념 경축 전국 축구대회'에서 팀의 준우승에 일조하였다. 그 뒤 1968년 국제축구연맹(FIFA) 소속 국제 심판으로 선임되었으며, 1969년 아시아 청소년 축구 선수권 대회에 참가해 준결승전 및 결승전의 주심을 맡았다. 이후 1970년 대한축구협회가 조직한 심판위원회의 위원에 포함되었으며, 1970년 아시안 게임의 축구 분야 대한민국 심판으로 선정되었다. 그 뒤 1972년 아시안컵에 참가했으며, 그 해 박대통령컵 쟁탈 아시아축구대회에서 싱가포르와 버마와의 경기 등의 주심을 보았다. 또한 이란과 조선민주주의인민공화국과의 1972년 하계 올림픽 경기 분석을 위해 박경화와 함께 테헤란에 파견되기도 했다.
이후 1973년 대한축구협회가 주최한 '축구지도자 강습회'의 강사로 참여했으며, 1974년 FIFA 월드컵 예선 B조 및 박대통령컵 쟁탈 아시아축구대회의 심판으로 배정받았다. 그 뒤 1974년 FIFA 월드컵의 아시아 부문 예비 심판 후보로 추천되었으며, 같은 해 프랑크푸르트에서 열린 '월드컵 심판 강습회'에 파견되었다. 또한 1974년 아시안 게임의 축구 분야 대한민국 심판으로 선정되었으며, 대한축구협회에서 지정한 심판원급별제도규정에서 1급에 포함되었다.
하지만 1975년 자카르타 창립 기념대회의 결승전 주심을 맡았으나 판정 논란에 시달리며 경기가 중단되었으며, 이로 인해 심판위원회에서 김주원을 국제 심판으로 추천하지 않았다. 이에 대한축구협회에서 경위서를 요구하는 과정에서 심판위원장인 곽정빈이 사퇴했으며, 결국 김주원이 국제 심판 명단에 포함되는 것으로 마무리되었다. 그리고 그 해 한양대학교와 상업은행 축구단과의 대통령배 전국축구대회 경기에서 주심을 맡았으나 판정에 불복한 일부 상업은행 선수들에 의해 폭행을 당했으며, 이로 인해 상벌위원회가 개최되어 폭행을 가한 이순명 코치와 신은균 선수가 자격 정지 처분을 받았다. 이후 대한축구협회에서 개최한 '축구지도자 강습회'의 강사로 참여하였다.
그 뒤 1976년에는 1976년 하계 올림픽 예선 2조의 심판 및 메르데카 국제축구대회의 심판으로 배정받았으며, 1977년에는 1978년 FIFA 월드컵 예선 1조의 심판으로 선임되었다. 하지만 그 해 규정에 미치지 못하는 이수율로 인해 '심판 태만 및 실적 미달' 사유로 심판위원회의 국제 심판 명단에서 제외되었으나, 이후 대한축구협회 측에서 심판위원장인 김영진을 압박해 김주원에게 각서 및 공개 사과를 이행한다는 조건으로 국제 심판 명단에 다시 올리도록 하여 국제 심판들의 반발을 불러일으키며 파장이 일었다. 그 뒤 1978년에는 다른 전형위원들과 함께 대한축구협회의 회장직에서 사임한 김윤하의 후임으로 박준홍을 추천했으며, 그 해 아시아 청소년 축구 선수권 대회에서 쿠웨이트와 북예멘과의 경기 등의 주심을 보았다.
이후 1982년 머라이언컵에 출전하는 대한민국 국가대표팀의 단장을 맡았으며, 해당 대회에서 오스트레일리아 대표로 참가했던 앨런 데이비드슨과 협의해 오석재에게 사우스 멜버른 FC 이적을 권유하기도 했다. 그리고 1983년에는 아시아 축구 협회 심판위원회의 동북아시아 지역 담당 자격으로 1983년 FIFA 세계 청소년 축구 선수권 대회에 참가할 심판에 이도하를 추천했으나 대한축구협회 내에서 선정 과정에 대한 논란으로 초청 자체가 취소되어 대한축구협회가 비판을 받았으며, 1984년 하계 올림픽 2차 예선을 서울특별시에서 유치하기 위해 파견되기도 했다. 또한 대한축구협회의 감사로 활동하며 말레이시아 측의 1986년 FIFA 월드컵 예선 경기 일정 연기 요청이 이사회의 논의 없이 사무국에 의해 일방적으로 통과시켰다는 사실을 적발했으며, 1985년 AFC U-17 축구 선수권 대회에 참가하는 국가대표팀의 단장으로 임명되었다.
그 뒤 1985년 대한축구협회 국제위원장으로 선임되었으며, 압둘라흐만 빈 사우드 알사우드의 요청으로 박종환에게 알나스르 감독직을 제안하기도 했다. 그리고 섭외담당자로도 활동하며 국가대표팀의 해외 출국에 동행했으나, 외유성 출장이 잦다는 지적을 받았다. 또한 1986년에는 아시아 축구 연맹의 상벌위원장 자격으로 상벌위원회에 참석하였으며, 1986년 FIFA 월드컵의 수익금이 전용된 사실을 밝혀낸 뒤 언론에 알렸다.
이후 1987년 출범한 최순영 체제의 대한축구협회 집행부의 국제위원장으로 유임되었으며, 그 해 최순영이 사퇴하고 집행부가 이종환 과도 체제로 운영된 이후에도 계속 국제위원장을 맡았다. 그리고 1988년 새로 대한축구협회 회장으로 취임한 김우중 산하 집행부에서도 국제위원장으로 활동했으며, 한중일 축구 협회 관계자들과의 공조로 다이너스티컵 창설에 일조하였다. 또한 1989년에는 10여년동안 20회 이상의 A매치 주심을 본 것에 대한 공로로 국제축구연맹으로부터 특별표창기장을 수여받았으며, 1990년에는 아시아 축구 연맹의 상벌위원에 출마하였다. 그 뒤 같은 해 열린 아시아 축구 연맹 집행위원회 총회에 상벌위원 자격으로 참석했으며, 1992년 개최된 아시아 축구 연맹 집행위원회 총회에도 참여하였다.
이외에 부산광역시축구협회의 심판이사, 전무이사 및 부회장으로 활동했으며, 1989년부터 1992년까지 부산광역시축구협회의 회장을 지냈다. 이후에는 부산광역시축구협회의 고문 및 명예회장, 부산광역시체육회의 이사로 있으며 1993년 출범한 '아시안 게임 범시민추진위원회'의 운영위원을 맡았고, 1996년 구성된 '2002년 FIFA 월드컵 기획단' 명단에 포함되었다. 또한 1997년 동아시아 경기 대회의 경기전문위원회의 위원장을 역임했으며, 1997년 부산광역시체육회의 자문위원으로 위촉되었다. 그리고 2002년 FIFA 월드컵을 앞두고 시행된 조추첨 행사가 벡스코에서 개최되도록 국제축구연맹 관계자들을 설득하였고, 2004년에는 2005년 부산국제청소년축구대회에 일본 U-20 대표팀과 중화인민공화국 U-20 대표팀이 참가할지 여부에 대해 관계자들과 협상을 가졌다. 같은해에는 오거돈이 부산시장 보궐선거에 열린우리당 후보로 나왔을 당시 열린 간담회에 참석하기도 했다.
2005년 10월 25일 세상을 떠났으며, 유해는 부산광역시 영락공원의 묘지에 안장되었다.

## A매치 심판 경력
- 1972년
  - 5월 7일:  이란 -  크메르 공화국 (1972년 AFC 아시안컵)
  - 9월 25일:  싱가포르 -  버마 (박대통령컵 쟁탈 아시아축구대회)
  - 10월 22일:  대한민국 -  오스트레일리아 (친선경기)
- 1973년
  - 3월 16일:  이라크 -  인도네시아 (1974년 FIFA 월드컵 예선)
  - 3월 24일:  이라크 -  뉴질랜드 (1974년 FIFA 월드컵 예선)
- 1974년
  - 9월 3일:  이스라엘 -  말레이시아 (1974년 아시안 게임)
- 1975년
  - 6월 18일:  버마 -  말레이시아 (자카르타 창립 기념대회 결승전)
- 1977년
  - 3월 5일:  홍콩 -  태국 (1978년 FIFA 월드컵 예선)
  - 3월 9일:  싱가포르 -  인도네시아 (1978년 FIFA 월드컵 예선)